# Beginners!
Beginners! è un dorama stagionale estivo prodotto e mandato in onda da TBS nel 2012 in 10 puntate.

## Protagonisti
- Taisuke Fujigaya come Shimura Teppei
- Ritsu Ohashi come giovane Teppei (EP1, 6)
- Hiromitsu Kitayama come Tachibana Danji
- Ayame Gōriki come Momoe Hiro
- Tokio Emoto come Yamane Shogo
- Kaede Tsuchiya come giovane Shogo (EP2)
- Yu Koyanagi come Sugiyama Kiyotaka
- Tomoya Ishii come Ishioka Taichi
- Ren Mori come Onda Yuichi
- Shion Sato come giovane Yuichi (ep1)
- Azusa Okamoto come Niijima Chiaki
- Elena Mizusawa come Fukuhara Yoko
- Yuna Komatsuzaki come giovane Yoko (ep4)
- Ichirota Miyakawa come Momoe Yoshinori
- Michiko Kawai come Momoe Akemi
- Aoyama Noriko come il mio Yuri
- Ai Moritaka come Shimura Manatsu
- Mari Hamano come giovane Manatsu (EP6)
- Takeshi Kaga come Takamura Koutaro
- Tomiyuki Kunihiro come Shimura Kyoichiro
- Shingo Yanagisawa come Fukuda Kiyoshi
- Hikari Ishida come Ryuzaki Misaki
- Tetta Sugimoto come Sakuraba Naoki

## Sigla
WANNA BEEEE!!! dei Kis-My-Ft2

## Episodi
| Nº | Giapponese 「Kanji」 - Rōmaji | In onda           | In onda |
| Nº | Giapponese 「Kanji」 - Rōmaji | Giapponese        |         |
| 1  | 「自由…青春…恋愛…そんなの一切ナシ!!警察学校は地獄だった」 - Jiyū… seishun… ren'ai… son'na no issai nashi!! Keisatsu gakkō wa jigokudatta | 12 luglio 2012    |         |
| 2  | 「弱虫のおちこぼれがヒーローになる日」 - Yowamushi no ochikobore ga hīrō ni naru hi                                                      | 19 luglio 2012    |         |
| 3  | 「青春はいちどだけ!!片思いは突然に…」 - Seishun wa ichido dake!! Kataomoi wa totsuzen ni…                                                | 26 luglio 2012    |         |
| 4  | 「諦めない気持ち」 - Akiramenai kimochi                                                                                                  | 9 agosto 2012     |         |
| 5  | 「ひとつになる」 - Hitotsu ni naru | 16 agosto 2012    |         |
| 6  | 「はじめてのキス」 - Hajimete no kisu | 23 agosto 2012    |         |
| 7  | 「負けたくない」 - Maketakunai | 30 agosto 2012    |         |
| 8  | 「夢が目標に変わる」 - Yume ga mokuhyō ni kawaru                                                                                         | 6 settembre 2012  |         |
| 9  | 「最終章前編・望む未来へ!」 - Saishū Fumi zenpen nozomu mirai e!                                                                         | 13 settembre 2012 |         |
| 10 | 「今夜最終回・さらば警察学校!」 - Kon'ya saishūkai saraba keisatsu gakkō!                                                                | 20 settembre 2012 |         |